# Senecio sylvaticus
Espèce
Synonymes
- Senecio areolatus Colenso[1]

Le Séneçon des bois (Senecio sylvaticus) est une espèce de plante à fleurs de la vaste famille des Asteraceae (Composées).
Ce sont des plantes herbacées.

## Habitats
Coupes forestières, friches, terrils.

## Statut de protection
En Suisse, l'espèce figure sur la liste rouge des plantes.